# 旭仁花
旭仁花（Shurenhuar，1963年5月28—）是一位中國大陸蒙古族女演員。

## 生平
她出生于內蒙古呼倫貝爾，巴尔虎人。畢業于上海戲劇學院。

## 作品
1985年電影『成吉思汗』，成吉思汗正妻孛兒帖。
1986年   話劇『黒骏马』 女一号。
1987年   話劇『牧马女神』女一号。
1988年   儿童电影『少骑兵历险记』主演·王股长役。
1989年   德國電影『Johanna D'Arc of Mongolia』中主演蒙古公主，參加第39屆柏林電影節並獲柏林電影節政府獎。
1990年   出席『中蒙両国芸術文化交流会』。
1992年   出席『中日邦交20周年会』。
1993年   法，俄，中合拍電影『乌日嘎』 制片工作。
1999年   日本大河劇《北條時宗》 扮演忽必烈的皇后察必。
2001年   電視劇『长江刑警』主演警察夫人。
2002年   電視電影『风中胡杨』主演，並獲飞天奖。
2004年   內蒙古電影『诺恩吉亚』制片工作和出演。
2007年   擔任呼倫貝爾陈巴尔虎形象代言人。
2008年   電影『圣地额吉纳』主演。
2009年  歌舞劇『天鵝巴尔虎』總導演。
2012年   電影『 乌赫尔图洄腾』總導演。